# John Hugger
John Hugger (født d. 20. april 1977) er en amerikansk fribryder der kæmpede for WCW som Johnny the Bull, og WWE som Johnny Stamboli.

## Biografi

### World Championship Wrestling
Hugger debuterede i WCW som medlem af tag teamet, The Mamalukes, sammen med Big Vito hvor de fungerede i et slags mafia gimmick, som to italienere der afpressede folk for penge. Mamalukes vandt WCW tag team titlerne, sammen med deres manager Disco Inferno. Han forsvandt da Vince Russo og Eric Bischoff overtog WCW, men dukkede op igen i slutningen af sommeren 2000 som medlem af Natural Born Thrillers. Nu fejdede han med Big Vito, men blev skadet på en turné i Australien med en brækket fod.

### World Wrestling Entertainment
Hugger var en af de personer der skrev kontrakt med WWF da WCW blev opkøbt. Han dukkede dog først op i 2002, som Johnny Stamboli hvor han kæmpede om (og vandt) Hardcore titlen flere gange. I 2003 dukkede han op på SmackDown! som medlem af F.B.I. sammen med Nunzio og hans tidligere Natural Born Thriller kammerat, Chuck Palumbo. Gruppen opnåede ikke ret stor succes dog. I november 2004 blev Hugger fyret fra WWE.

### Efter WWE
Hugger dukkede op i Japan som den nye Great Muta, og kæmpede mod Keiji Mutoh – den oprindelige Muta. Han wrestlede også sammen med Chuck Palumbo som Voodoo Murderers i All Japan Pro Wrestling. Derefter er han både set i den italienske promotion, Nu-Wrestling Evolution, også sammen med Chuck Palumbo, og senest i CMLL og IZW.